# Ianabinda
Ianabinda is een plaats en commune in het zuiden van Madagaskar, behorend tot het district Betroka, dat gelegen is in de regio Anosy. Tijdens een volkstelling in 2001 telde de plaats 7.178 inwoners. De plaats is gelegen aan de Route nationale 13.
De plaats biedt alleen lager onderwijs aan. Er wordt mijnbouw op industriële schaal bedreven. 48% van de bevolking werkt er als landbouwer en 50% houdt zich bezig met veeteelt. Het belangrijkste landbouwproduct is rijst, andere belangrijke producten zijn pinda's en maniok. Verder is 2% actief in de dienstensector.